# Obce pro Baťův kanál
Obce pro Baťův kanál je dobrovolný svazek obcí v okresu Hodonín, jeho sídlem je Hodonín a jeho cílem je rozvoj aktivit v území kolem Baťova kanálu. Sdružuje celkem 6 obcí a byl založen v roce 2005.

## Obce sdružené v mikroregionu
- Hodonín
- Petrov
- Rohatec
- Strážnice
- Sudoměřice
- Veselí nad Moravou